# Neothais
Neothais là một chi ốc biển, là động vật thân mềm chân bụng sống ở biển thuộc họ Muricidae, họ ốc gai.

## Các loài
Các loài thuộc chi Neothais bao gồm:
- Neothais harpa (Conrad, 1837)[2]
- Neothais nesiotes (Dall, 1908)[3]
- Neothais smithi (Brazier, 1889)[4]